# René Gillard
René Gillard, né le 11 novembre 1920 à Ougrée (Seraing) en Belgique,, est un footballeur international belge actif principalement durant les années 1940. Il réalise toute sa carrière au Standard de Liège, où il occupe le poste de défenseur.

## Biographie

### En club
René Gillard rejoint l'équipe première du Standard de Liège en 1939 mais, à cause du déclenchement de la Seconde Guerre mondiale, il ne joue de façon régulière qu'à partir de 1941. Il s'impose rapidement dans le onze de base et devient un titulaire inamovible de la défense centrale du club liégeois. Ses bonnes prestations lui valent d'être appelé à six reprises en équipe nationale belge dans le courant de l'année 1949.
Néanmoins, il décide de mettre un terme à sa carrière au plus haut niveau en 1950, alors qu'il n'a que trente ans, pour s'engager auprès du Melen FC comme joueur-entraîneur. L'« acquisition précieuse pour les « mauves » mélinois » s'avère efficace puisque le club retrouve, dès sa première saison, la Promotion, l'équivalent de la troisième division à l'époque, cinq ans après l'avoir quittée. Il ne pourra toutefois pas empêcher deux relégations consécutives les saisons suivantes, l'une administrative à la suite de la grande réforme mise en place et l'autre sportive cette fois, qui ramènent le club en séries provinciales, ce qui lui vaut son éviction. Par la suite, il entraîne encore différentes équipes provinciales, notamment le Wallonia Namur entre 1953 et 1956.

### En sélections nationales
René Gillard compte six convocations en équipe nationale belge, pour autant de matches joués.
Il dispute son premier match avec les Diables Rouges le 13 mars 1949 en déplacement face aux Pays-Bas et son dernier le 23 novembre de la même année lors d'un déplacement au pays de Galles.

## Statistiques

### En club
| Saison                | Club                  | Championnat             | Championnat | Championnat | Coupe(s) nationale(s) | Coupe(s) nationale(s) | Total | Total |
| Saison                | Club                  | Division                | M.          | B.          | M.                    | B.                    | M.    | B.    |
| 1941-1942             | Standard de Liège     | Division d'Honneur (D1) | -           | -           | -                     | -                     | 0     | 0     |
| 1942-1943             | Standard de Liège     | Division d'Honneur (D1) | -           | -           | -                     | -                     | 0     | 0     |
| 1943-1944             | Standard de Liège     | Division d'Honneur (D1) | -           | -           | -                     | -                     | 0     | 0     |
| 1944-1945             | Standard de Liège     | Compétition annulée     | -           | -           | -                     | -                     | 0     | 0     |
| 1945-1946             | Standard de Liège     | Division d'Honneur (D1) | -           | -           | -                     | -                     | 0     | 0     |
| 1946-1947             | Standard de Liège     | Division d'Honneur (D1) | -           | -           | -                     | -                     | 0     | 0     |
| 1947-1948             | Standard de Liège     | Division d'Honneur (D1) | -           | -           | -                     | -                     | 0     | 0     |
| 1948-1949             | Standard de Liège     | Division d'Honneur (D1) | -           | -           | -                     | -                     | 0     | 0     |
| 1949-1950             | Standard de Liège     | Division d'Honneur (D1) | -           | -           | -                     | -                     | 0     | 0     |
| Total sur la carrière | Total sur la carrière | Total sur la carrière   | 260         | 7           | 1                     | 0                     | 261   | 7     |

### En sélections nationales
| Saison                | Sélection             | Phases finales        | Phases finales | Phases finales | Éliminatoires CDM | Éliminatoires CDM | Matchs amicaux | Matchs amicaux | Total | Total |
| Saison                | Sélection             | Compétition           | M              | B              | M                 | B                 | M              | B              | M     | B     |
| --------------------- | --------------------- | --------------------- | -------------- | -------------- | ----------------- | ----------------- | -------------- | -------------- | ----- | ----- |
| 1945-1946             | Belgique aspirants    | -                     | -              | -              | -                 | -                 | 1              | 0              | 1     | 0     |
| 1946-1947             | Belgique aspirants    | -                     | -              | -              | -                 | -                 | 1              | 0              | 1     | 0     |
| Sous-total            | Sous-total            | Sous-total            | -              | -              | -                 | -                 | 2              | 0              | 2     | 0     |
| 1948-1949             | Belgique              | -                     | -              | -              | -                 | -                 | 3              | 0              | 3     | 0     |
| 1949-1950             | Belgique              | -                     | -              | -              | -                 | -                 | 3              | 0              | 3     | 0     |
| Sous-total            | Sous-total            | Sous-total            | -              | -              | -                 | -                 | 6              | 0              | 6     | 0     |
| Total sur la carrière | Total sur la carrière | Total sur la carrière | -              | -              | -                 | -                 | 8              | 0              | 8     | 0     |

### Matchs internationaux
| Matchs internationaux de René Gillard, | Matchs internationaux de René Gillard, | Matchs internationaux de René Gillard,  | Matchs internationaux de René Gillard, | Matchs internationaux de René Gillard, | Matchs internationaux de René Gillard, | Matchs internationaux de René Gillard, | Matchs internationaux de René Gillard, |
| #                                      | Date                                   | Lieu                                    | Adversaire                             | Résultat                               | Compétition                            | Club                                   | Notes                                  |
| -------------------------------------- | -------------------------------------- | --------------------------------------- | -------------------------------------- | -------------------------------------- | -------------------------------------- | -------------------------------------- | -------------------------------------- |
| 1                                      | 13 mars 1949                           | Stade olympique, Amsterdam, Pays-Bas    | Pays-Bas                               | N 3 - 3                                | Match amical                           | Standard de Liège                      | Titulaire.                             |
| 2                                      | 24 avril 1949                          | Dalymount Park, Dublin, Irlande         | République d'Irlande                   | V 2 - 0                                | Match amical                           | Standard de Liège                      | Titulaire.                             |
| 3                                      | 22 mai 1949                            | Stade Maurice-Dufrasne, Liège, Belgique | Pays de Galles                         | V 3 - 1                                | Match amical                           | Standard de Liège                      | Titulaire.                             |
| 4                                      | 2 octobre 1949                         | Stade du Heysel, Bruxelles, Belgique    | Suisse                                 | V 3 - 0                                | Match amical                           | Standard de Liège                      | Titulaire.                             |
| 5                                      | 6 novembre 1949                        | Stade Feijenoord, Rotterdam, Pays-Bas   | Pays-Bas                               | V 1 - 0                                | Match amical                           | Standard de Liège                      | Titulaire.                             |
| 6                                      | 23 novembre 1949                       | Ninian Park, Cardiff, Pays de Galles    | Pays de Galles                         | D 1 - 5                                | Match amical                           | Standard de Liège                      | Titulaire.                             |

| Matchs aspirants de René Gillard | Matchs aspirants de René Gillard | Matchs aspirants de René Gillard        | Matchs aspirants de René Gillard | Matchs aspirants de René Gillard | Matchs aspirants de René Gillard | Matchs aspirants de René Gillard | Matchs aspirants de René Gillard |
| #                                | Date                             | Lieu                                    | Adversaire                       | Résultat                         | Compétition                      | Club                             | Notes                            |
| -------------------------------- | -------------------------------- | --------------------------------------- | -------------------------------- | -------------------------------- | -------------------------------- | -------------------------------- | -------------------------------- |
| 1                                | 5 mai 1946                       | Stade Municipal, Luxembourg, Luxembourg | Luxembourg                       | V 5 - 1                          | Match amical                     | Standard de Liège                | Titulaire.                       |
| 2                                | 30 octobre 1946                  | Drève de Maire, Tournai, Belgique       | Luxembourg                       | V 2 - 1                          | Match amical                     | Standard de Liège                | Titulaire.                       |